# Audi 80 B1
Audi 80 B1 (внутрішнє позначення: Type 80, з 1976 року: Type 82) — седан від Audi NSU Auto Union AG, який вийшов на німецький ринок на початку літа 1972 року як наступник Audi F103. Лише в березні 1973 року Audi офіційно представила його на Женевському автосалоні. Audi 80 також стала основою для Volkswagen Passat B1, який пропонувався з травня 1973 року і виготовлявся лише як хетчбек і універсал.
На зміну дво- або чотиридверному автомобілю з поздовжньо встановленим чотирициліндровим бензиновим двигуном і переднім приводом в кінці літа 1978 року прийшла Audi 80 B2 з такою ж технікою.
Всього виготовлено 1,103,766 автомобілів Audi 80 B1.

## Опис

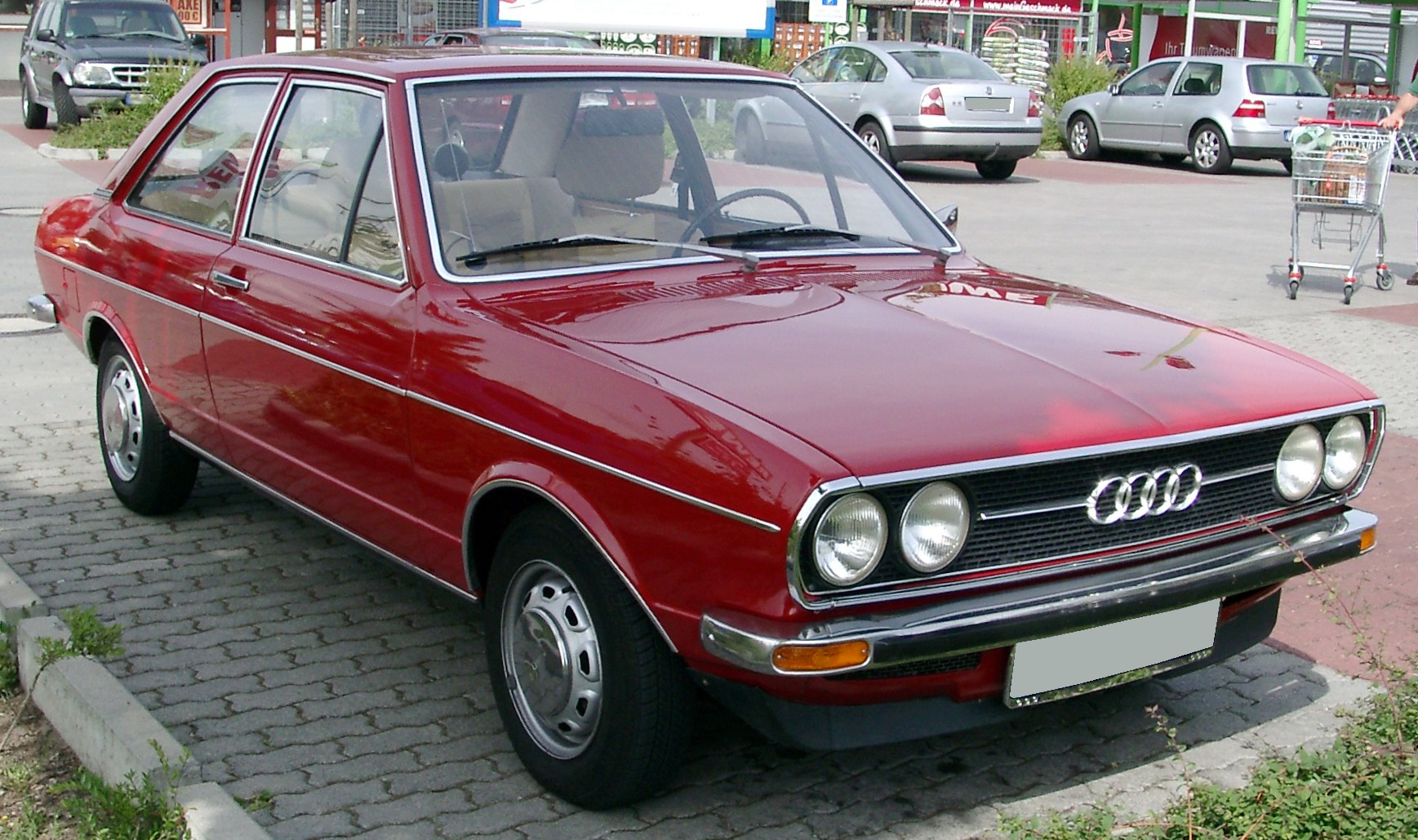
Audi 80 B1 (1972-1976)

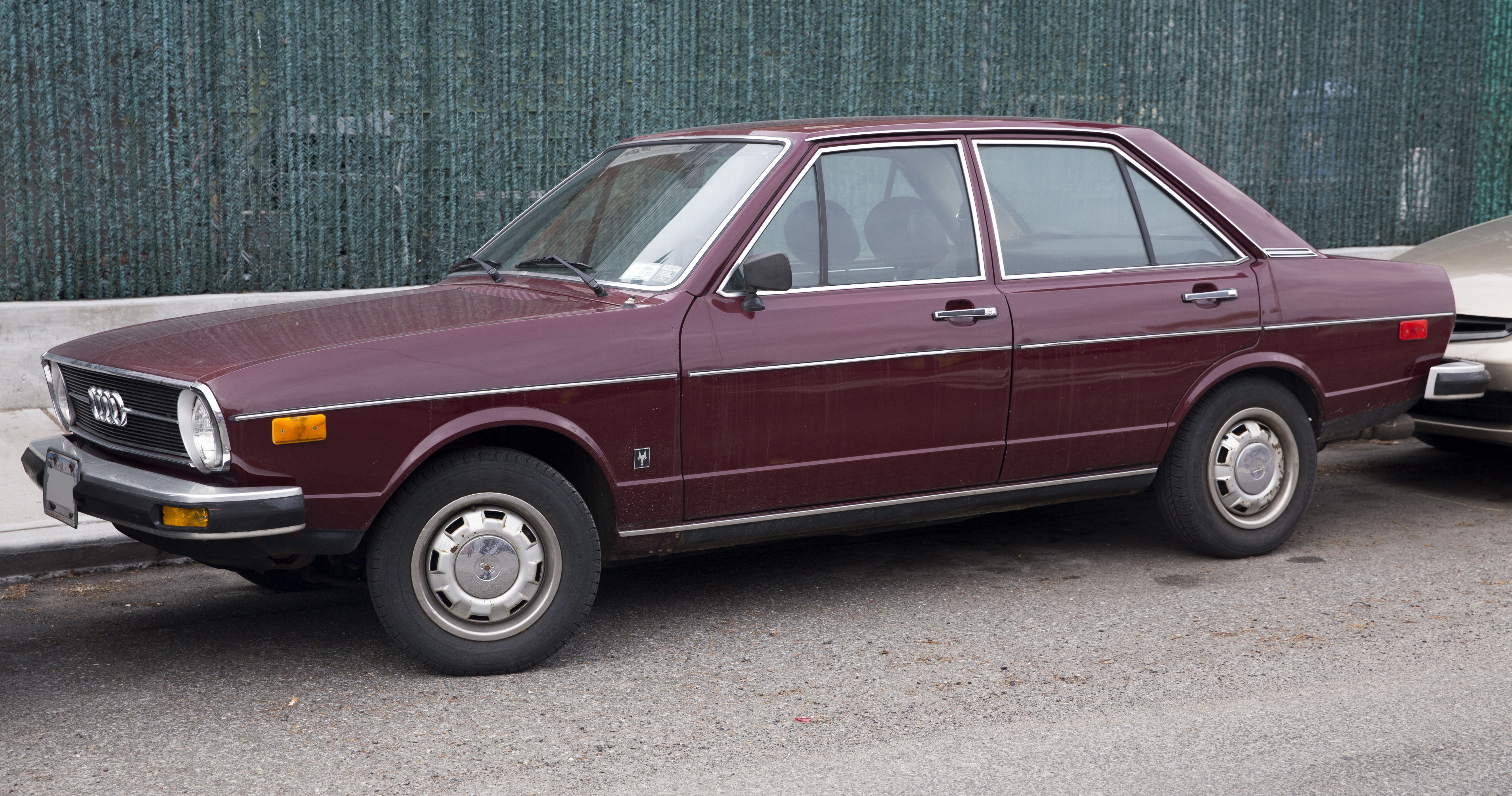
Audi Fox (США)

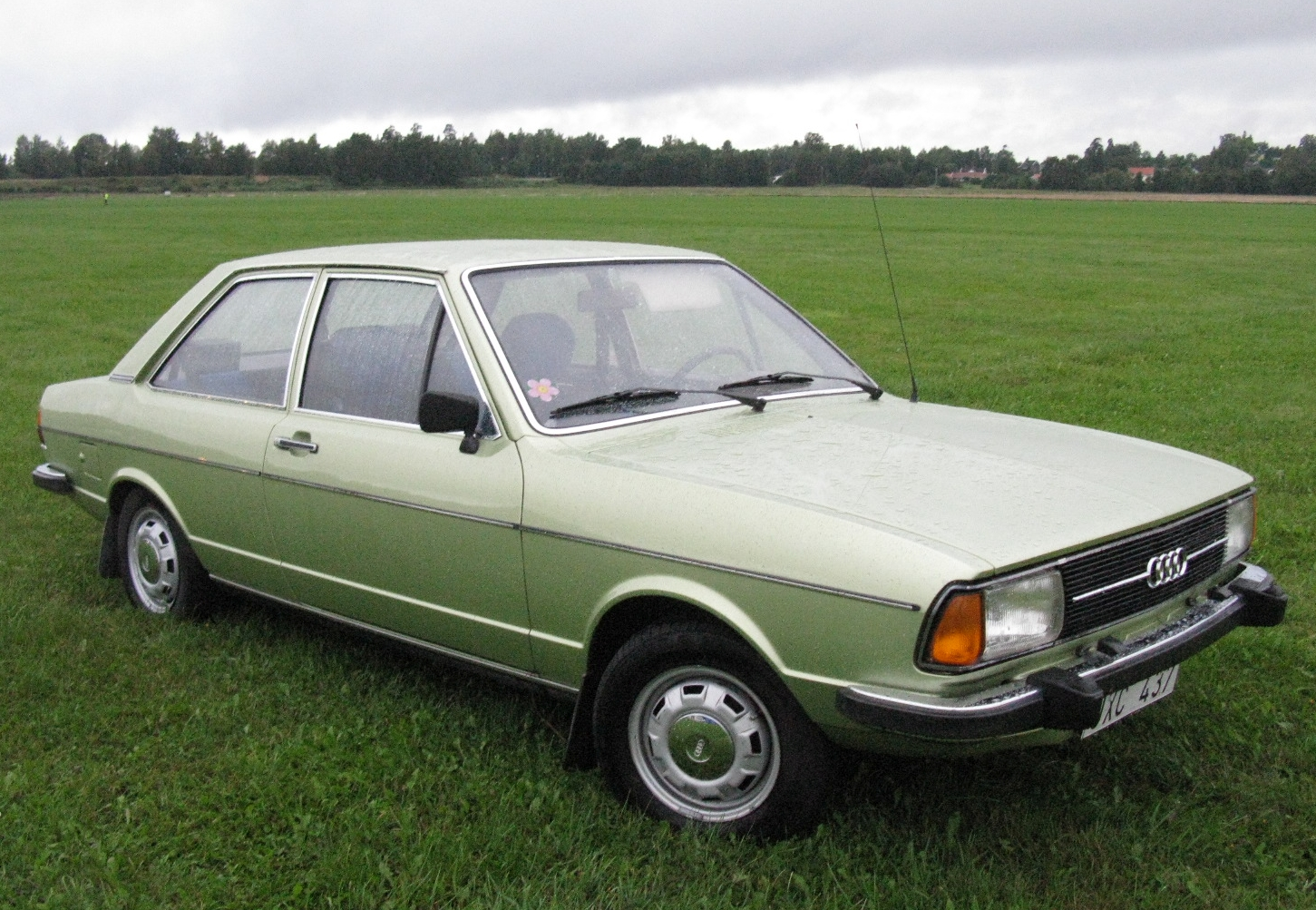
Audi 80 B1 (1976-1978)

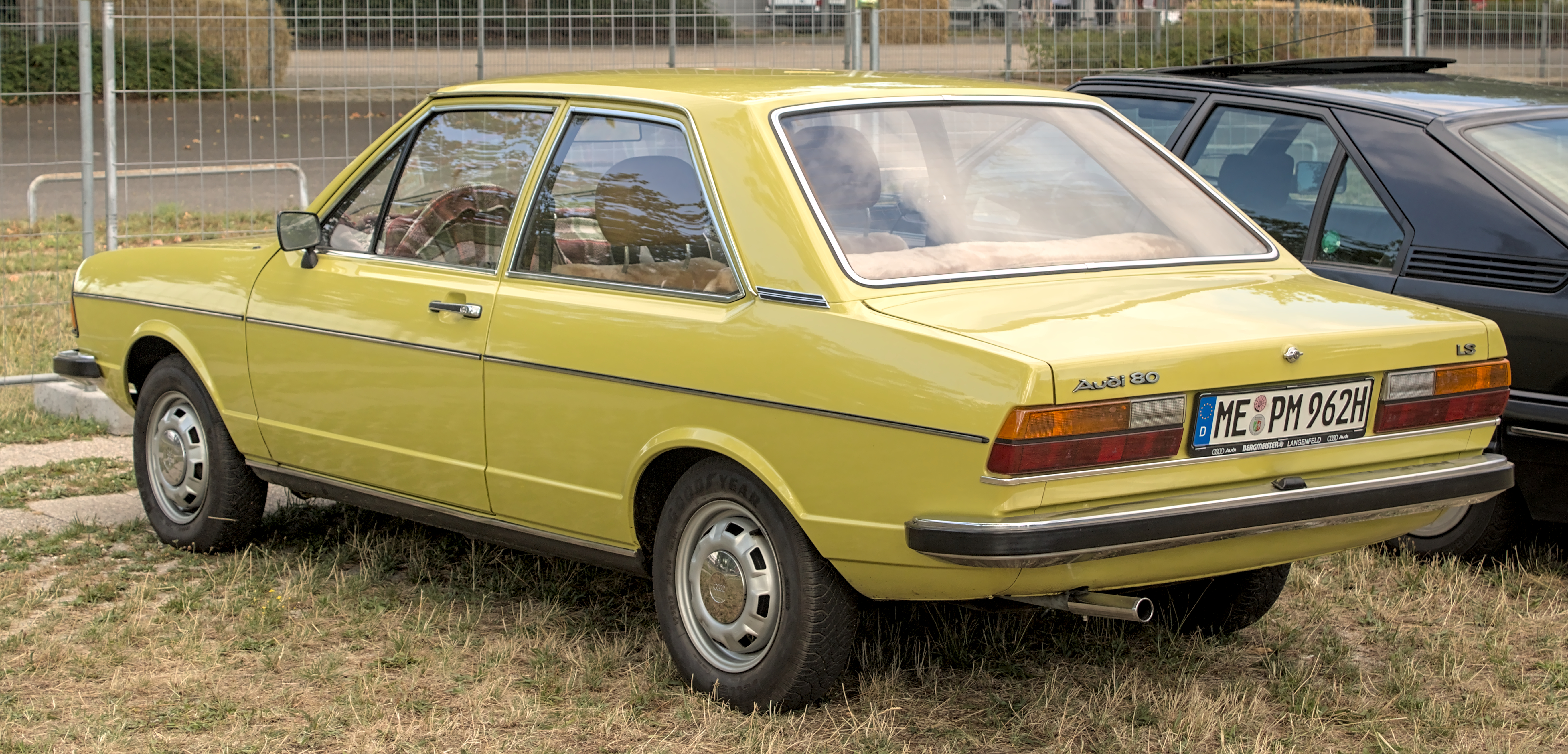
Audi 80 B1 (1976-1978)

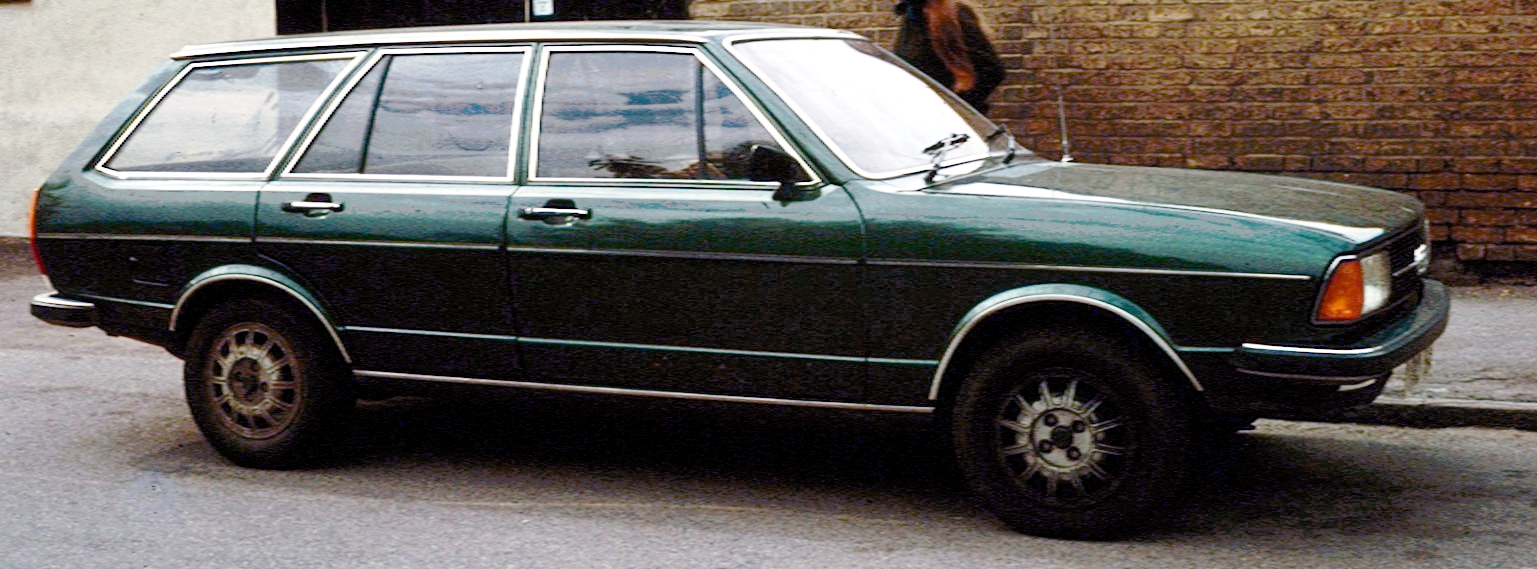
Audi 80 B1 Estate

### Typ 80 (1973-1976)
Ця модель дебютувала в Європі в 1973 році як Audi 80 і, в цьому ж році, в США як Audi Fox. Офіційне представлення автомобіля відбувалося на Женевському автосалоні в березні 1973 року. Автомобіль був доступний у 2-х або 4-х дверному кузові типу седан. Автомобіль зайняв місця на ринку замість декількох моделей, які Audi зняла з виробництва (серія F103, яка включала першу модель, позначену як «Audi 80»). Крім того, Audi, в особі цієї моделі, отримала реального конкурента для Opel Ascona і Ford Taunus.
У 1973 Audi додала спортивну 80 GT (тільки 2-дверна).
Audi 80 мала передню підвіску Макферсона (McPherson) і нерухому задню вісь, підтримувану пружинами і поперечною штангою (Панар-штанга) на поздовжніх важелях.

### Typ 82 (1976-1978)
У серпні 1976 року були проведені зміни зовнішнього вигляду передньої частини автомобіля в стилі нової Audi 100 C2 - фари, замість круглих, стали квадратними. Кузов тепер мав внутрішнє позначення Typ 82.
В модельний ряд двигунів продовжував включати двигуни Type 80 потужністю від 40,5 кВт до 81 кВт. Згідно з правилами США щодо викидів, варіант 55 кВт тепер мав робочий об’єм 1,6 літра замість 1,5 літра. Моделі потужністю 55 кВт і 63 кВт (85 к.с.) тепер можна було комбінувати з декількома лініями обладнання; назви моделей були відповідно S/LS/GLS.
Модель для ринку США як і раніше називалася Audi Fox; Type 82 також пропонувався як Variant у версії універсал. Такий універсал поповнився колекцією власного музею компанії Audi AG у 2012 році. Тоді як Fox продавався через канал продажів Porsche+Audi, його сестринська модель, VW Dasher Variant, вийшла на ринок США через канал продажів VW. Європейський Audi 80 GTE в США отримав назву Audi Fox GTI.
Однак Audi 80 Station Estate все ще була доступна у Великій Британії та Південній Африці. У невеликій кількості ця версія була забезпечена дерев’яною фольгою збоку автомобіля. Для VW Passat B1, який виготовлявся в Бразилії до 1988 року, VW прийняв передню частину Type 82, лише логотип Audi був замінений на емблему VW.
У Німеччині з січня 1978 року спеціальна модель «Мільйонер» була доступна виключно в сріблястому металіку. Незадовго до завершення серії був представлений «Super 80», який випускався з обладнанням GTE з рівнями потужності 55, 75 або 85 к.с. і в трьох кольорах (червоний, синій і сріблястий металік) і був обмежений 750 одиницями кожен. Усі «Super 80s» були випущені лише в серпні 1978 року, незадовго до переходу на наступну модель.
Після того, як було випущено 1 103 766 одиниць, наприкінці серпня 1978 року Audi 80 B1 була остаточно замінена на Audi 80 B2 (Type 81), хоча в Північній Америці продавалася до 1979 року. Оскільки B1 був надзвичайно успішним на ринку, B2 базувався на технічному плані B1, але зі збільшенням зовнішніх розмірів.

## Двигуни
- 1.3 L I4
- 1.5 L I4
- 1.6 L I4